# Legend (film, 2015)
Pour les articles homonymes, voir Legend.
Pour plus de détails, voir Fiche technique et Distribution.
Legend ou Légende au Québec est un film de gangsters franco-britannique et d’Action écrit et réalisé par Brian Helgeland et sorti en 2015. Il est basé sur la biographie des jumeaux Kray écrite par John Pearson. Tom Hardy y joue à lui seul le rôle des deux frères et reçoit plusieurs récompenses pour sa prestation.

## Synopsis
À Londres dans les années 1960, les jumeaux Kray sont des célèbres gangsters anglais. Alors que l'élégant et méticuleux Reginald met tout en œuvre pour régner sur la ville de façon incontestable et réussir au mieux ses affaires, son frère Ronald, psychotique et incontrôlable, ne cesse de lui apporter du grain à moudre. Leur ascension fulgurante, couplée à leur relation aussi fusionnelle que destructrice, rendra leur chute inévitable...

## Fiche technique
Sauf indication contraire, les informations mentionnées dans cette section peuvent être confirmées par la base de données cinématographiques IMDb,  présente dans la section « Liens externes ».
- Titre original et français : Legend
- Titre québécois : Légende
- Réalisation : Brian Helgeland
- Scénario : Brian Helgeland, d'après Les Jumeaux de la violence, Londres dans la nuit et C'est rapé, frangin, Londres dans la nuit de John Pearson
- Direction artistique : Tom Conroy
- Décors : Crispian Sallis
- Costumes : Caroline Harris
- Montage : Peter McNulty
- Musique : Carter Burwell
- Photographie : Dick Pope
- Production : Tim Bevan, Chris Clark, Quentin Curtis et Eric Fellner
- Sociétés de production : Working Title Films, Studiocanal et Cross Creek Pictures
- Sociétés de distribution : Studiocanal (France et Royaume-Uni), Universal Pictures (États-Unis)
- Pays d’origine :  Royaume-Uni,  France
- Langue originale : anglais
- Format : couleur - numérique - 2,35:1 - son Dolby Digital / SDDS / DTS / Dolby Atmos
- Genre : action ,biopic, drame, thriller et film de gangsters
- Durée : 131 minutes
- Dates de sortie[2] :
  - Royaume-Uni : 9 septembre 2015
  - France : 20 janvier 2016[3]
- Classification:
  -  États-Unis : R - Restricted
  -  France : interdiction aux moins de 12 ans

## Distribution
- Tom Hardy (VF : Axel Kiener ; VQ : Paul Sarrasin) : Ronald « Ronnie » Kray / Reginald « Reggie » Kray
- Emily Browning (VF : Julie Cavanna ; VQ : Catherine Brunet) : Frances Shea
- Colin Morgan (VF : Brice Ournac ; VQ : Kevin Houle) : Franck Shea
- Christopher Eccleston (VF : Jean-Michel Fête ; VQ : Pierre Auger) : Leonard « Nipper » Read
- David Thewlis (VF : Gabriel Le Doze ; VQ : Frédéric Desager) : Leslie Payne
- Taron Egerton (VF : Adrien Larmande ; VQ : Gabriel Lessard) : Edward « Mad Teddy » Smith
- Paul Bettany (VF : Marc Arnaud ; VQ : Patrick Chouinard) : Charlie Richardson
- Chazz Palminteri (VF : Bernard Métraux ; VQ : Mario Desmarais) : Angelo Bruno
- Paul Anderson (VF : Jérôme Frossard ; VQ : Claude Gagnon) : Albert « Albie » Donoghue
- Sam Spruell (VF : Guillaume Lebon ; VQ : Frédérik Zacharek) : Jack McVitie
- Tara Fitzgerald (VQ : Sophie Faucher) : la mère de Frances
- Kevin McNally (VQ : Marc Bellier) : Harold Wilson
- Duffy : Timi Yuro

 Source et légende : version française (VF) sur RS Doublage et version québécoise (VQ) sur Doublage Québec

## Production

### Tournage
Le tournage a eu lieu principalement à Londres (Bethnal Green, Wapping, Waterloo, Canrobert Street, Stoke Newington, Coventry Street, Greenwich, Crofton Park) et ses environs (Lambeth), mais également à Burnham Beeches et Taplow dans le Buckinghamshire.

### Bande originale
La musique originale du film est composée par Carter Burwell. Le double album de la bande originale contient par ailleurs les chansons non originales des années 1960 présentes dans le film. Certaines chansons sont des reprises : Watermelon Man de Herbie Hancock est interprétée par Poncho Sanchez, Somethin' Stupid de C. Carson Parks est chantée Marvin Gaye & Tammi Terrell, Billy Vaughn reprend le thème du film Ils n'ont que vingt ans composé par Max Steiner ou encore We Gonna Move to the Outskirts of Town reprise par Rod Stewart. La chanteuse galloise Duffy reprend par ailleurs Make the World Go Away de Hank Cochran et Are You Sure? de Willie Nelson et compose également une chanson (Whole Lot Of Love). Elle incarne également fait une apparition en tant que Timi Yuro.
| 1.  | Legend                  | Carter Burwell                                 | 1:33 |
| 2.  | Green Onions            | Booker T. and the M.G.'s                       | 2:46 |
| 3.  | Cissy Strut             | The Meters                                     | 3:05 |
| 4.  | He's in Town            | The Rockin' Berries (en)                       | 2:38 |
| 5.  | Watermelon Man          | Poncho Sanchez                                 | 3:46 |
| 6.  | I'm into Something Good | Herman's Hermits                               | 2:32 |
| 7.  | Are You Sure?           | Duffy                                          | 2:31 |
| 8.  | Hide Away               | John Mayall & Bluesbreakers feat. Eric Clapton | 3:15 |
| 9.  | Chapel of Love          | The Dixie Cups                                 | 2:49 |
| 10. | Moonglow                | The Starsound Orchestra                        | 2:59 |
| 11. | Little Miss Lonely      | Helen Shapiro                                  | 2:55 |
| 12. | Make the World Go Away  | Duffy                                          | 2:09 |
| 13. | Elegy For Frances       | Carter Burwell                                 | 1:47 |
| 14. | Sleep Walk              | Santo & Johnny                                 | 2:20 |
| 15. | Somethin' Stupid        | Marvin Gaye & Tammi Terrell                    | 2:41 |
| 16. | Your Race Is Run        | Carter Burwell                                 | 2:15 |
| 17. | Whole Lotta Love        | Duffy                                          | 3:40 |

| 1.  | Dawn Yawn                              | Georgie Fame                                          | 2:08 |
| 2.  | I'm The Face                           | The High Numbers                                      | 2:29 |
| 3.  | What Do You Want                       | The Yardbirds                                         | 3:22 |
| 4.  | The 'In' Crowd                         | Ramsey Lewis Trio                                     | 3:16 |
| 5.  | Strut Around                           | The Graham Bond Organisation                          | 2:37 |
| 6.  | We Gonna Move to the Outskirts of Town | Rod Stewart                                           | 2:56 |
| 7.  | My Baby Loves Me                       | Martha and the Vandellas                              | 3:06 |
| 8.  | Hung On You                            | The Righteous Brothers                                | 3:27 |
| 9.  | They Can't Convince Me                 | Ronnie Scott                                          | 3:43 |
| 10. | Lady “E”                               | Tubby Hayes & The All Stars                           | 3:20 |
| 11. | The Look of Love                       | Burt Bacharach                                        | 2:43 |
| 12. | I Wanna Put A Tiger In Your Tank       | Alexis Korner's Blues Incorporated feat. Cyril Davies | 2:51 |
| 13. | Grow Your Own                          | Small Faces                                           | 2:12 |
| 14. | Back In My Arms                        | Hattie Littles                                        | 2:47 |
| 15. | Come On Do the Jerk                    | Smokey Robinson & The Miracles                        | 2:45 |
| 16. | Theme From A Summer Place              | Billy Vaughn                                          | 2:24 |

## Accueil

### Critique
Sur Rotten Tomatoes, le film a un taux d’approbation de 61% basé sur 164 avis et une note moyenne de 5,9/10. Sur Metacritic le film obtient 55/100 sur la base de 31 critiques.
En France le film obtient une note de 3/5 sur Allociné basée sur 26 titres de presse.

### Box-office
| Pays ou région    | Box-office      | Date d'arrêt du box-office | Nombre de semaines |
| ----------------- | --------------- | -------------------------- | ------------------ |
| États-Unis Canada | 1 872 994 $     | 7 janvier 2016             | 7                  |
| France            | 171 765 entrées | -                          | -                  |
| Royaume-Uni       | 27 960 112 $    | -                          | -                  |
| Total mondial     | 42 972 994 $    | -                          | -                  |

## Distinctions principales
Sauf indication contraire, les informations mentionnées dans cette section peuvent être confirmées par la base de données cinématographiques IMDb,  présente dans la section « Liens externes ».

### Récompenses
- British Independent Film Awards 2015 : meilleur acteur pour Tom Hardy[14]
- Toronto Film Critics Association Awards : meilleur acteur pour Tom Hardy[14]
- London Film Critics Circle Awards 2016 : meilleur acteur britannique de l'année pour Tom Hardy (également récompensé pour London Road, Mad Max: Fury Road et The Revenant)[14]
- Irish Film and Television Awards 2016 : meilleurs décors pour Tom Conroy

### Nominations
- Satellite Awards 2016 : meilleur acteur pour Tom Hardy
- Saturn Awards 2016 : meilleur film international